# Barbara Filarska
Barbara Jadwiga Filarska (ur. 30 czerwca 1922 w Warszawie, zm. 3 września 2007 tamże) – historyk sztuki, bizantynolog.

## Życiorys
Urodzona w inteligenckiej rodzinie ppłk. Władysława Wąsika (1893–1932) i Heleny ze Stawnickich (1898–1944), uczyła się w XVI liceum państwowym na Żoliborzu im. Aleksandry Piłsudskiej, gdzie w 1940 zdała maturę na tajnych kompletach. Była harcerką VIII Warszawskiej Żeńskiej Drużyny Harcerskiej „Górskiej”. 
Podczas okupacji niemieckiej działała w konspiracji. Przysięgę składała w czerwcu 1942 roku w Komendzie Głównej Obszaru Warszawskiego  Armii Krajowej jako kierowniczka centrali i szyfrantka. Pod pseudonimem „Bronka” uczestniczyła w powstaniu warszawskim. We wrześniu 1944 roku została awansowana do stopnia podporucznika. Po upadku powstania znalazła się w niewoli niemieckiej jako jeniec Stalagu 344 Lamsdorf, następnie skierowana do obozu szpitalnego w Zeithain (Stalag IV B/H).  
Po zakończeniu wojny i powrocie z obozu znalazła zajęcie w stołecznym Muzeum Narodowym, wkrótce jednak doznała represji ze strony SB, po dwóch miesiącach zwolniona z aresztu. 
Od czerwca 1945 do lipca 1957 roku była pracownikiem w Zbiorach Sztuki Starożytnej Muzeum Narodowego w Warszawie. Pod kierunkiem Marii Ludwiki Bernhard uczestniczyła w pracach związanych z organizacją całej struktury zbiorów starożytnych (inwentarze, magazyny i galerie). 
Dyplom magistra filologii w zakresie filologii klasycznej uzyskała w 1947 roku na Uniwersytecie Warszawskim na podstawie pracy o Pauzaniaszu. W latach 1945–1968 była uczennicą, a potem współpracownicą Kazimierza Michałowskiego w Dziale Sztuki Starożytnej Muzeum Narodowego w Warszawie. W latach 1957–1969 pracowała na stanowisku adiunkta Zakładzie Archeologii Śródziemnomorskiej PAN. Była uczestniczką polskich wykopalisk w Syrii i Egipcie. Autorka prac z zakresu szklarstwa starożytnego, dekoracji architektonicznych Palmyry oraz sztuki i architektury wczesnochrześcijańskiej. W 1969 roku uzyskała habilitację na Uniwersytecie Warszawskim na podstawie rozprawy Studia nad dekoracjami architektonicznymi Palmyry. 1 lipca 1969 roku została powołana na stanowisko docenta na Wydziale Nauk Humanistycznych Katolickiego Uniwersytetu Lubelskiego. 
W roku 1987 została profesorem Katolickiego Uniwersytetu Lubelskiego i kierownikiem Katedry Historii Sztuki Starożytnej i Wczesnochrześcijańskiej KUL. Jako doświadczony archeolog i historyk sztuki była współtwórcą Międzywydziałowego Zakładu Badań nad Antykiem Chrześcijańskim oraz inicjatorką badań nad sztuką antyku chrześcijańskiego w Polsce. Przez długie lata była czynnym członkiem Towarzystwa Naukowego Katolickiego Uniwersytetu Lubelskiego, korespondentem Lubelskiego Towarzystwa Naukowego, członkiem Zarządu Sekcji Patrystycznej przy Komisji Nauk Episkopatu Polski. 
Była żoną Zbigniewa Adama Filarskiego (1917–2005). 
Zmarła w wieku 85 lat. Pochowana 10 września 2007 roku w grobie rodzinnym na cmentarzu Wojskowym na Powązkach w Warszawie (B17-8-5).

## Wybrane publikacje
- Szkła starożytne. Katalog naczyń, Warszawa: Muzeum Narodowe 1952.
- Historia sztuki starożytnej Grecji, Warszawa: Stołeczny Uniwersytet Powszechny Towarzystwa Wiedzy Powszechnej 1958.
- Szła starożytne. Starożytne ozdoby i elementy dekoracji w szkle, Warszawa: Muzeum Narodowe 1962.
- Studia nad dekoracjami architektonicznymi Palmyry, Warszawa: Wydawnictwa Uniwersytetu Warszawskiego 1967.
- Szkło piękne i użyteczne, Warszawa: Państwowe Zakłady Wydawnictw Szkolnych 1973.
- Początki architektury chrześcijańskiej, Lublin: Towarzystwo Naukowe KUL 1983.
- Początki sztuki chrześcijańskiej, Lublin: Wydawnictwo Towarzystwa Naukowego KUL 1986.
- Archeologia chrześcijańska zachodniej części Imperium Rzymskiego, Warszawa: Wydawnictwo Akademii Teologii Katolickiej 1999.

## Ordery i odznaczenia
- Krzyż Walecznych[2]
- Medal Wojska[2]
- Srebrny Krzyż Zasługi z Mieczami[2]
- Srebrny Krzyż Zasługi (11 lipca 1955)[5]
- Medal 10-lecia Polski Ludowej (19 stycznia 1955)[6]